# Archibald Montgomerie (13e comte d'Eglinton)
Pour les articles homonymes, voir Archibald Montgomerie et Montgomerie.
Archibald William Montgomerie, 13e comte d'Eglinton (29 septembre 1812 - 4 octobre 1861), est un homme politique conservateur britannique. Il est Lord lieutenant d'Irlande en 1852 et de 1858 à 1859.

## Biographie
Il est né à Palerme, en Sicile, fils du major-général Archibald Montgomerie, Lord Montgomerie (30 juillet 1773 - 4 janvier 1814), fils aîné de Hugh Montgomerie (12e comte d'Eglinton). Sa mère est Mary Montgomerie (décédée en 1848), fille du général Archibald Montgomerie (11e comte d'Eglinton). Il fait ses études au Collège d'Eton . Il aime jouer au golf avec notamment James Ogilvie Fairlie comme partenaire de jeu .

## Carrière politique
Il est un fervent conservateur. En 1846, il est whip à la Chambre des lords. Le 28 mai 1846, il prend la parole contre le projet de loi sur les Corn law et en mai 1848, il s’oppose au projet de loi sur les juifs.
En février 1852, il devient lord lieutenant d'Irlande sous le comte de Derby et cesse ses fonctions avec la chute du ministère en décembre suivant. Lorsque Derby reprend ses fonctions en février 1858, il est de nouveau nommé Lord-Lieutenant et il en remplit les fonctions jusqu'en juin 1859 .
En cette année, il est créé comte de Wintoun, un comté qui a été tenu des membres de sa famille, les Seton, de 1600 à 1716, lorsque George Seton, 5e comte de Wintoun, est privé de ses honneurs pour haute trahison. Anstruther donne la date pour cette création en 1840. La parente du comte, Georgina Talbot, à l’occasion du rétablissement du titre, donne le nom légèrement modifié «Winton» alors dans le Hampshire, devenu Winton, Dorset, à un quartier résidentiel de Bournemouth, qu’elle était en train de créer.
Il meurt à Mount Melville House, près de St. Andrews, le 4 octobre 1861 et est inhumé dans le caveau familial de Kilwinning, Ayrshire, le 11 octobre 1861.

## Courses de chevaux
Le principal intérêt de Lord Eglinton pendant quelques années est le turf. Il garde un grand haras de course et remporte des succès et une réputation dans le monde du sport. Son meilleur cheval est Hollandais volant qui remporte le Derby d'Epsom et St. Leger Stakes en 1849.

## Le tournoi Eglinton

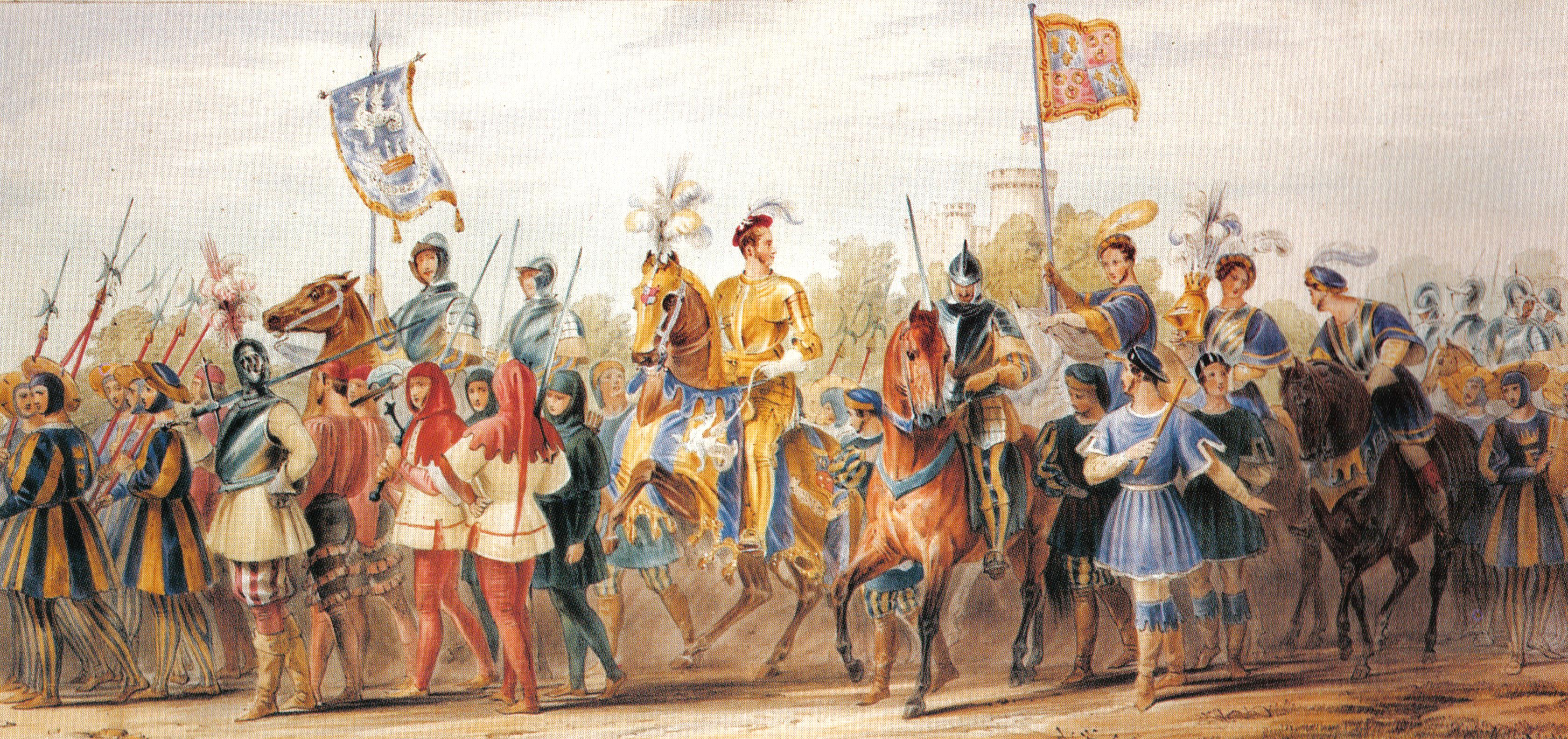
Illustration représentant Lord Ellington, 1839.

En 1839, le nom de Lord Eglinton devient plus connu dans le cadre du tournoi Eglinton qui se passe au château d'Eglinton et lui aurait coûté 30 000 £ ou 40 000 £. On se souvient mieux du ridicule contemporain que de ses succès. Il est en partie gâché par le mauvais temps, la pluie tombant à torrents, mais c’est un vrai tournoi, les participants ayant suivi une formation régulière au cours de l’année précédente et des lances cassées de manière orthodoxe. Le prince Louis Napoléon (Napoléon III) et Lady Seymour, une petite-fille de Richard Brinsley Sheridan et l'épouse de Edward Seymour (12e duc de Somerset), y participent. Une liste des challengers avec un compte rendu des joutes et de la mêlée se trouve dans le volume du tournoi écrit par le révérend John Richardson, avec des dessins de James Henry Nixon (1843). Il est également décrit dans Endymion de Disraeli .

## Famille
Lord Eglinton épouse Theresa Howe Cockerell, née Newcomen, veuve du capitaine Richard Howe Cockerell RN (1798–1839, inhumée à Park St, Calcutta). Mme Cockerell est une fille illégitime (sur 8 enfants) de Thomas Gleadowe-Newcomen (2e vicomte Newcomen) (en) (1776-1825) et de sa maîtresse de longue date, Harriet Holland, le 17 février 1841. Theresa Newcomen est née à Calcutta en 1809 et décédée le 16 décembre 1853 au château d'Eglinton. Ils ont les enfants suivants :
- Archibald Montgomerie (14e comte d'Eglinton) (en) (3 décembre 1841 - 30 août 1892)
- Egida Montgomerie (c. 1843 - 13 janvier 1880)
- Seton Montolieu Montgomerie (en) (15 mai 1846 - 26 novembre 1883) qui laisse des filles
- George Montgomerie (15e comte d'Eglinton) (23 février 1848 -10 août 1919), ancêtre de l'actuel comte

Selon la notice d'Eglinton dans le Dictionary of National Biography, cité ici, ce mariage était la grande erreur de sa vie. Sa belle-fille Anna Theresa Cockerell (1836-1912), aidée par le second mariage de sa mère, épouse ensuite Charles Chetwynd-Talbot (19e comte de Shrewsbury).
Après la mort de Thérèse en décembre 1853, il se marie et Adela Caroline Harriett, fille d'Arthur Capell (6e comte d'Essex), en 1858. Ils ont les enfants suivants :
- Sybil Amelia Montgomerie (décédée le 3 février 1932)
- Hilda Rose Montgomerie (décédée Bangors, Iver, Buckinghamshire, 18 juin 1928), mariée à Tonman Mosley 1er baron Anslow.

Lady Adela est décédée en décembre 1860, à l'âge de 32 ans. Lord Eglinton lui survit moins d'un an et meurt en octobre 1861, à l'âge de 49 ans. Son fils aîné Archibald lui succède.